# دیوید روبنستین
دیوید مارک روبِنْستین (به انگلیسی: David Mark Rubenstein) (زادهٔ ۱۱ اوت ۱۹۴۹) کارآفرین، سرمایه‌دار، نیکوکار و مدیر ارشد اجرایی آمریکایی است، که در سال ۱۹۸۷ گروه کارلایل را تأسیس کرد. او هم‌اکنون مدیرعامل این گروه است. روبنستین ریاست مرکز هنرهای نمایشی جان اف کندی را نیز برعهده دارد.